# Flore Maréchal
Pour les articles homonymes, voir Maréchal.
Flore Maréchal, née le 21 février 1988, est une présentatrice et journaliste française. Elle a présenté Tout le sport le week-end du 27 août 2018 au 30 juin 2019 sur France 3.

## Biographie

### Jeunesse et études
Flore Maréchal grandit à Saint-Laurent,. Elle pratique la danse et notamment la danse classique en suivant des cours à horaires aménagés au Conservatoire de région à Charleville durant toutes ses études secondaires. Elle s'adonne aussi au patinage artistique et aux sports de glisse, et suit le football en étant supportrice de Sedan et de l'équipe de France,.
Après avoir décroché un bac scientifique au lycée Sévigné de Charleville, elle s'oriente en 2006 vers des études littéraires en classes préparatoires au lycée Faidherbe de Lille. L'étudiante réalise ensuite trois master d’Histoire à l'université Charles-de-Gaulle dont un en histoire contemporaine sur la critique chorégraphique des Ballets russes et un autre en recherche sur l’histoire de la danse,. En parallèle, elle rédige des articles pour Danse Light Magazine et fait des stages chez TéléGrenoble et France 3. En 2011, la jeune femme intègre l'école supérieure de journalisme de Lille en double cursus avec Sciences Po Lille, qui avait une spécialité journalisme sportif. Elle rédige des articles pour La Voix du Nord, et signe aussi des critiques pour Feuillets de style et Nonfiction.

### 2013-2016: Pigiste à la télévision
En 2013, alors étudiante en deuxième année d’école de journalisme, Flore Maréchal commence à travailler les week-ends comme reporter pigiste pour RTL. Elle fait ses armes par la suite comme journaliste pigiste pour France Télévisions au sein des rédactions de Télématin et des journaux télévisés. Elle exerce également durant toute la saison 2015-2016 pour le groupe Canal+ au sein de La Nouvelle Édition et des journaux d’informations sur I-Télé et D8.

### 2016-: Animatrice chez France Télévisions
De septembre 2016 à août 2018, Flore Maréchal est à la présentation des journaux sur France Info, la nouvelle chaîne d'information de France Télévisions. En 2017, la présentatrice intervient en parallèle dans Stade 2 durant le congé maternité de Clémentine Sarlat, puis finalement à temps plein, ainsi que dans Tout le sport.
Durant l'été 2018, elle est approchée par Pascal Golomer, directeur adjoint du service des sports de France Télévisions, pour présenter Tout le sport chaque week-end. La présentatrice succède ainsi à partir du 27 août avec Fabien Lévêque à Céline Géraud et Clémentine Sarlat, en partance respectivement pour RMC Sport et BeIn Sports. Elle continue aussi d'assister Matthieu Lartot à la présentation de Stade 2. Elle quitte la présentation des deux émissions à la fin de la saison, après avoir présenté Tout le sport pour la dernière fois le 30 juin 2019.
À la suite de cela, elle présente les chroniques sport de Télématin sur France 2 et retrouve sa place de présentatrice sur la chaîne France Info,.
En 2021, Flore Maréchal est mobilisée pour couvrir les Jeux olympiques d'été de Tokyo. L'année suivante, la journaliste est sollicitée activement durant l'élection présidentielle française.
En 2024, toujours pour France Info, elle participe à la couverture des Jeux olympiques d'été de Paris.

## Engagement
Flore Maréchal est bénévole au festival de musique Le Cabaret Vert depuis 2008,.